# François Lemoyne
Pour les articles homonymes, voir Lemoyne.
François Lemoyne ou Le Moine, né en 1688 à Paris, où il mourut le 4 juin 1737, est un artiste peintre français, nommé premier peintre du Roi en 1736. Il est l'un des pères du style rococo et le maître et ami de Charles-Joseph Natoire et François Boucher.

## Biographie

### Origines et formation
François Le Moyne (orthographié ensuite « Lemoyne ») est le fils de Michel Le Moyne, d'ascendance normande et employé comme postillon de la Maison du Roi et de Françoise Dauvin, une Parisienne, qui se marièrent le 8 octobre 1687 à Belval près de Coutances. Le père de François mourut alors que celui-ci est encore enfant. Sa mère se remaria en juillet 1693, avec le peintre Robert Le Vrai, puis, en troisièmes noces, après 1702, avec Robert Tournières, portraitiste, qui deviendra le premier professeur de François. 
En 1701, âgé de 13 ans, il entra comme élève à l'Académie royale de peinture et de sculpture. Il y étudia sous la direction de Louis Galloche et y resta jusqu'en 1713 malgré une exclusion des classes de peinture pour cause d'insolence. Entre-temps, réintégré après des excuses officielles, il décrocha de prix de Rome de peinture en 1711 pour Ruth glane dans les champs de Booz. Il fut reçu en tant que membre de l'Académie royale en 1718, sur présentation du tableau Hercule et Cacus qui provoqua un concert unanime de louanges. Il eut comme élèves à cette époque Charles-Joseph Natoire et François Boucher. 
À la fin de 1722, Jean-Baptiste Massé proposa à Lemoyne un vaste travail en société, avec Galloche, Nattier et le jeune Boucher : il s'agit de porter en gravures les grandes peintures de Charles Le Brun exécutées pour les salons de Versailles.

### L'Italie et les premières commandes
Il finit par partir, durant l'été 1723 jusqu'à début août 1724, avec deux amis, pour l'Italie, il s’imprégna alors de la peinture des grands maîtres, notamment vénitiens, comme Titien, Véronèse, Tintoret, Palma le vieux, Le Corrège… Il visita Naples et passa de longues semaines à Rome, où il retrouva Natoire, pensionnaire à Académie de France.
À son retour en août 1724, les Jacobins lui confièrent la décoration du plafond de leur église de même que les messieurs de l'église Saint-Sulpice de Paris : entre 1730 et 1732, il peint à fresque une Assomption de la Vierge sur le plafond de la coupole de la chapelle de la Vierge de Saint-Sulpice. Outre les compositions religieuses comme le saint Jean Baptiste de Saint-Eustache, trois tableaux dans la cathédrale de Sens, une Assomption au prieuré de Saint-Julien-Chapteuil, il peint également de nombreux sujets mythologiques, tels que Hercule et Omphale en 1724, Vénus et Adonis en 1729, le Bain de Vénus, Persée et Andromède en 1723. C’est lors de ce voyage qu’il réalisera un de ses chefs-d'œuvre, Hercule et Omphale. On y sent la forte inspiration de Véronèse, Le Corrège, Pierre de Cortone.

### Vers les sommets
Lors du concours de 1727, le duc d’Antin, le surintendant des bâtiments du roi, le récompensa pour son tableau, La Continence de Scipion, ex-æquo avec Jean-François de Troy, pour Le Repos de Diane. Son travail et son talent, notamment exercés à Versailles, font de lui le « nouveau Le Brun ». 
Il fut élu professeur titulaire de l'Académie le 30 mai 1733. Outre Natoire et Boucher, il eut comme élèves Donat Nonnotte, Charles-Michel-Ange Challe, Clément-Louis-Marie-Anne Belle, qui tous, admiraient la clarté et la luminosité de ses toiles, leur fantaisie et leur grâce.
Le Moyne travaillait beaucoup, ce qui altéra fortement sa santé : il dormait mal, devint nerveux et inquiet. Ambitionnant d’atteindre des cimes plus élevées, il se désolait de ne pas y parvenir. Que lui importent alors les honneurs, les prébendes, alors qu'il souhaite égaler Véronèse et Titien, rêvant à rendre pareillement les plafonds du palais Barberini, les plafonds du Corrège de la cathédrale de Parme. Pour autant, il n’était ni orgueilleux, ni mégalomane, au contraire, tout un chacun le décrit comme exigeant, avec la volonté impérieuse d’élever son art dans la perfection avec une profonde humilité.[réf. nécessaire]

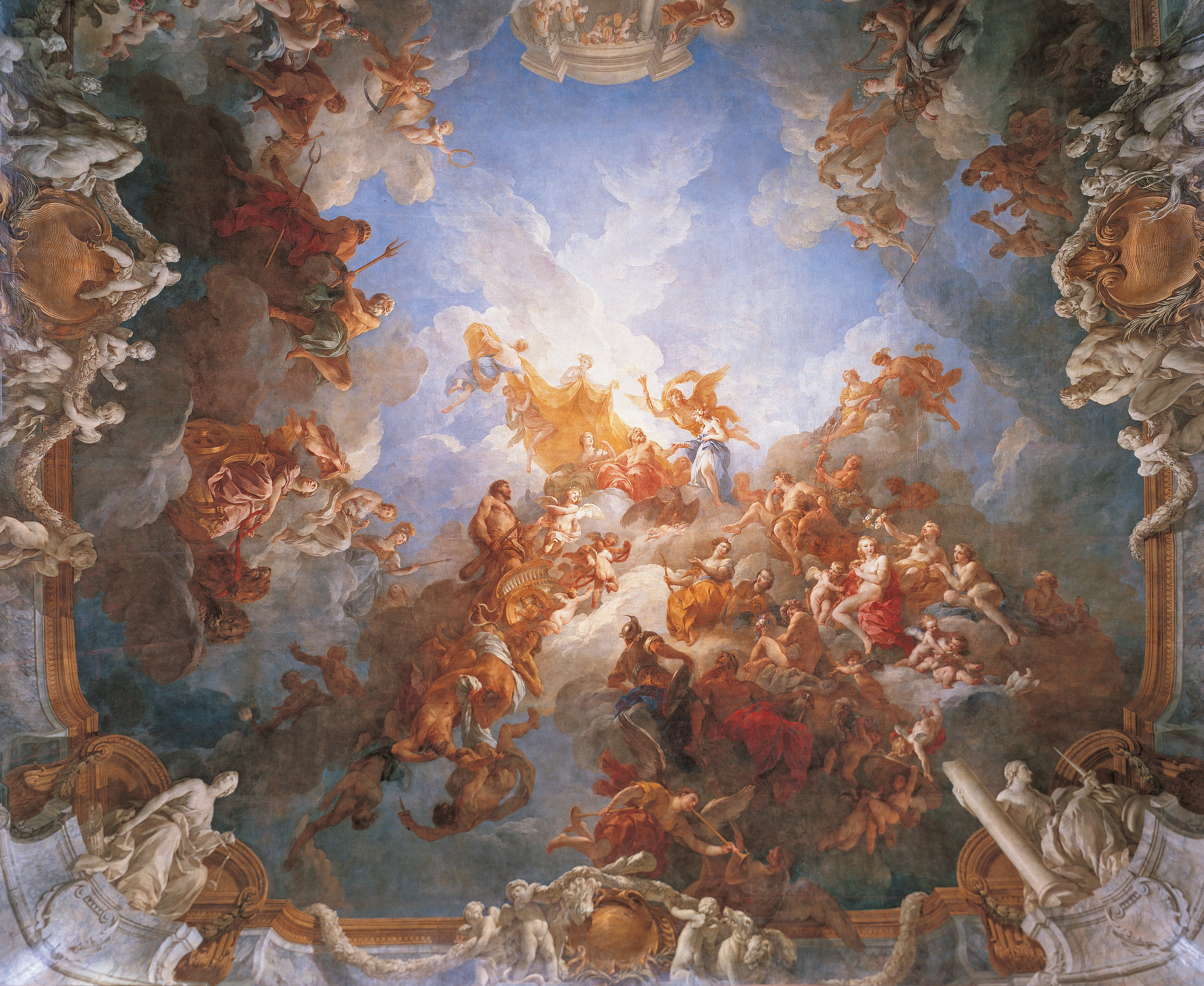
L'Apothéose d'Hercule
1732-1736
Versailles, Salon d’Hercule

En 1732, Louis XV, par le canal de son directeur des Bâtiments, lui confia la décoration du salon d'Hercule à Versailles. Il obtenait là une commande considérable tout comme celles de Le Brun auparavant. Il en conçut non pas fierté mais ivresse et enthousiasme. Il allait pouvoir faire ce que ces deux maîtres précités avaient fait au palais des Doges. Il y consacrera quatre ans pour réaliser ce rêve, mais dont il sortira las, brisé physiquement et moralement. Quatre années de luttes, de misères, d’acharnement où il faisait, défaisait, s’écoulèrent ainsi. Il avait vieilli au point d’inquiéter ses familiers, il était courbé, ne connaissant plus aucune joie, aucun plaisir, interdisant farouchement l’accès de ses pensées secrètes. Lorsque Louis XV le nomma premier peintre, une fois au sommet de toutes les hiérarchies, pourvu d’une charge qui l’élevait au-dessus de ses confrères, il n’en fut pas plus heureux ou satisfait. Il sombra, au contraire, dans une profonde dépression.
La grande découverte de son œuvre allait avoir lieu le 26 septembre 1736. Cent quarante figures mythologiques, tout un Olympe galant offraient aux yeux le spectacle de leur beauté, de leurs teintes harmonieuses, d’une science qui évoquait les maîtres vénitiens mais affirmaient plus encore une triomphante originalité. Dès le seuil de la grande porte, Louis XV, Marie Leszczinska, le duc d’Antin se tinrent là, frappés d’admiration et d’étonnement. Toutes les autres peintures qui se tenaient dans les pièces voisines paraissaient ternes comparées aux couleurs flamboyantes du peintre. Voltaire dira : « Il n’y a pas en Europe de plus vaste ouvrage de peinture que le plafond de Lemoyne et je ne sais s’il y en a de plus beaux ». Il s’était montré dans ce chef-d’œuvre l’égal du grand Tiepolo. Louis XV lui décerna les éloges qui eussent comblé tout autre maître, de même toute la Cour, mais Le Moyne semblait ne plus pouvoir supporter la tension à laquelle il s’était soumis ; atteignant le but ardemment souhaité, il perdait pied.

### Un mystérieux suicide

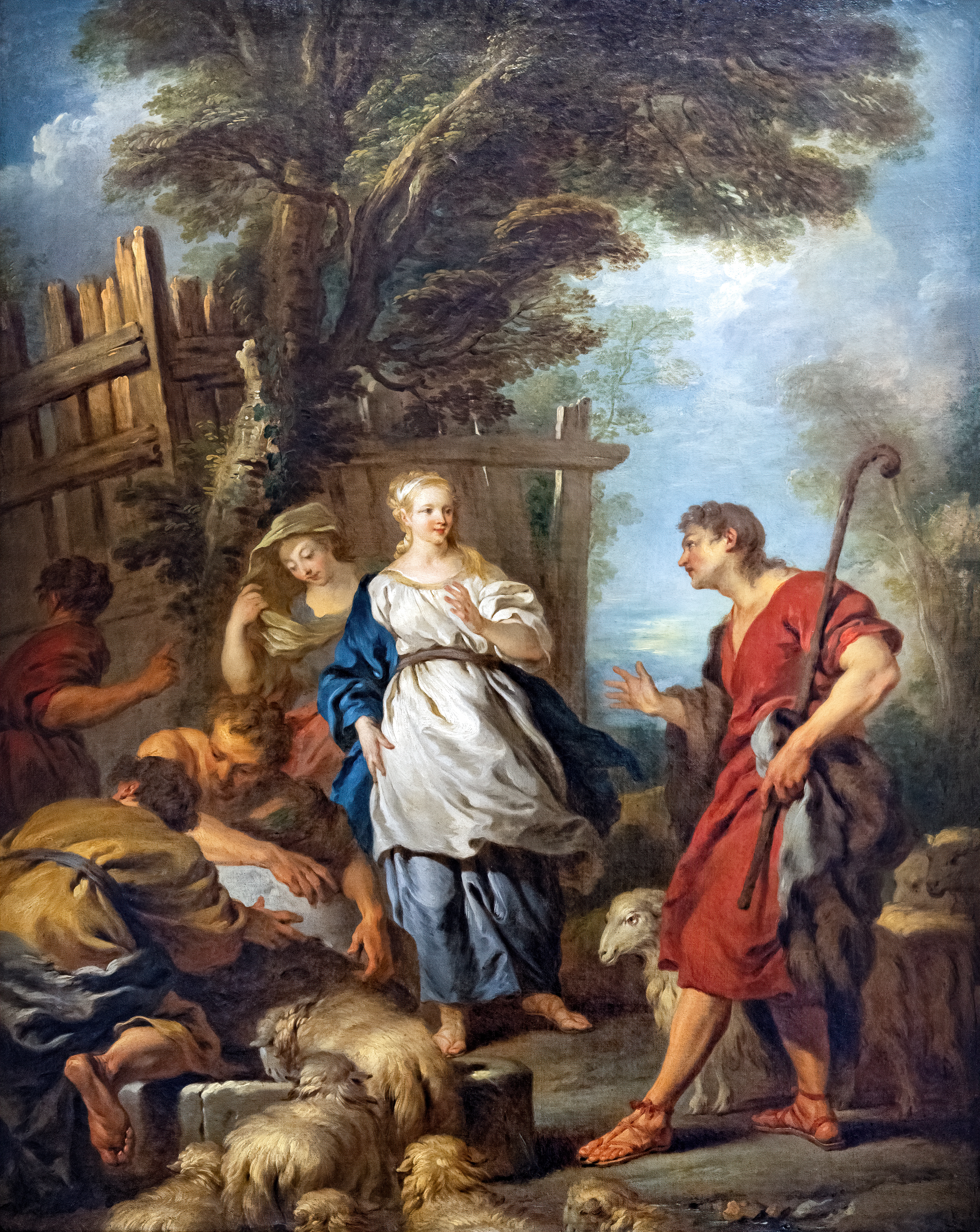
Jacob et Rachel au puits (1720), Collection Motais de Narbonne.

Il est nommé Premier peintre du Roi le 30 septembre 1736, année durant laquelle il recommande à Jean-Étienne Liotard, alors à Paris, de toujours peindre d'après nature. 
Pendant des mois, au début de l'année 1737, la sensibilité de Lemoyne devient extrême. Il a perdu, après la mort du duc d'Antin en 1736, son principal protecteur ; de plus la pension versée par le roi n'est pas très élevée. On n'est pas certain qu'il rencontre à ce moment-là des problèmes d'argent (l'inventaire révèlera la somme confortable en espèces de 2 283 livres). Enfin, il est devenu veuf en 1733, ayant perdu sa femme Marie-Josèphe Stiémart épousée en 1730 ; sans enfant donc, et sœur du peintre François-Albert Stiémart. 
Donat Nonnotte a raconté la médication bizarre qu’il suivait en buvant « une liqueur où était infusée de la poudre de vieilles pipes à fumer » (sans doute une décoction de nicotine, destinée à rester éveillé). Boucher, par coïncidence, le rencontra et fut frappé à cette époque par l’infinie « mélancolie » qui ravageait le visage du maître. Depuis cinq mois, Lemoyne consultait un médecin, M. Bellocq, qui devait déclarer que la santé de son patient se dégradait à grande vitesse. Le comte de Caylus a émis l'hypothèse après le drame que le peintre devrait être enfermé dans une maison de repos, idée qu'il n'aurait pas supportée.
Au 4 juin 1737, sur les onze heures du matin après avoir enseigné dans une pièce de son logis, rue des Bons-Enfants, il se retira pour s'enfermer dans sa chambre. Un ami, François Berger, ancien receveur général des finances en Dauphiné, décidé à sortir le peintre de sa dépression, arrive en fin de soirée, pour lui annoncer qu'il l'emmène à la campagne. Il frappe à la porte de la chambre et l'entend râler. Le peintre venait de saisir son épée, et se la planter dans le corps à plusieurs reprises, avant d'aller ouvrir à l'ami qui alla prévenir un chirurgien et le sergent de ville, laissant le blessé entre les mains de ses deux domestiques, des élèves restés là et d'un cousin tapissier arrivé de province la veille.
L’émotion fut grande à la Cour et à la ville. Sur un chevalet reposait sa dernière œuvre Le Temps révélant la vérité où figure l'allégorie portant la faux et qui était une commande destinée à François Berger. Ses amis le portèrent au cimetière et l’Église, en dépit du geste, ne lui refusa pas ses pompes. 
Vers 1877-1885, Jules Guiffrey, à travers les Nouvelles archives de l'art français revient sur les circonstances de cette mort, réunit quantités de documents, dont le procès-verbal du suicide, l'inventaire de l'atelier après décès, etc.,
En juin 2015, l'historienne d'art Hannah Williams tente de comprendre à son tour le pourquoi et le comment d'un tel geste, révélant de nombreux pans opaques, notamment une sombre affaire de jalousies au sein de l'Académie.

## Œuvre
- Paysage montagneux au bord de la mer avec un pont, vers 1710-1715, huile sur toile, 39,5 x 66,5 cm, Amiens, musée de Picardie
- Les Noces de Cana, 1717-1720, huile sur toile, 177 x 280 cm, Sens, Trésor de la cathédrale Saint-Etienne
- Les Noces de Cana (esquisse ou réplique), vers 1717-1720, huile sur toile, 27,4 x 45 cm, Sens, Trésor de la cathédrale Saint-Etienne
- Les Noces de Cana (esquisse ou réplique), vers 1717-1720, huile sur papier marouflé sur toile, 29,5 x 46 cm, Montpellier, musée Fabre
- Jacob et Rachel au puits, 1720, Collection Motais de Narbonne
- Louis XV donnant la Paix à l'Europe, salon de la Paix de Versailles (1727)
- Hercule et Omphale, 1724, huile sur toile, 184 × 149 cm, musée du Louvre, Paris.
- Narcisse, 1728, musée des beaux-arts de Lyon
- L'Apothéose d'Hercule, Plafond du salon d'Hercule à Versailles (1733-1736)
- Paysage, huile sur toile, 60 × 71 cm, Collection privée[18]
- Voûte de l'église Saint-Thomas-d'Aquin
- Diane chasseresse
- Les Nymphes
- Allégorie de l'Amour, huile sur toile, musée d'art Roger-Quilliot, Clermont-Ferrand
- Il a également travaillé à Saint-Sulpice et à Saint-Germain-des-Prés
- Persée et Andromède et Le Temps sauvant la Vérité du Mensonge et de l'Envie , Wallace Collection, Londres.

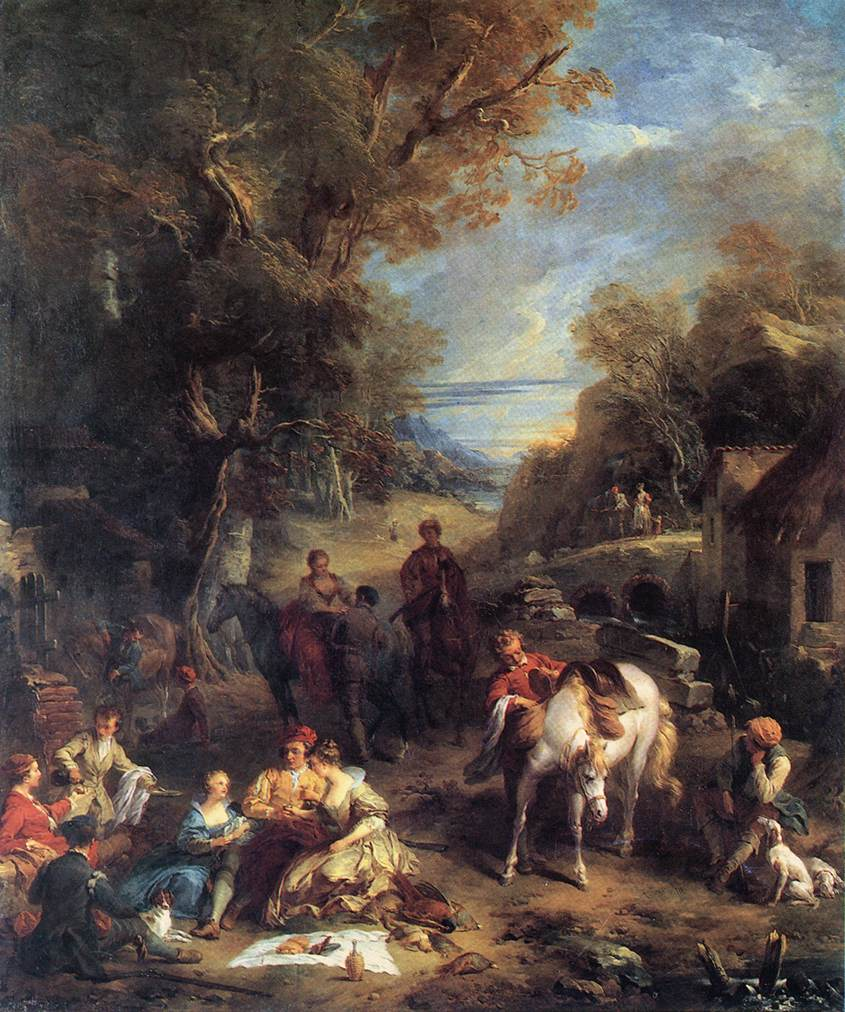
Le Repas de chasse 1723, Musée d'art de São Paulo.
Hercule et Omphale 1724, Louvre.
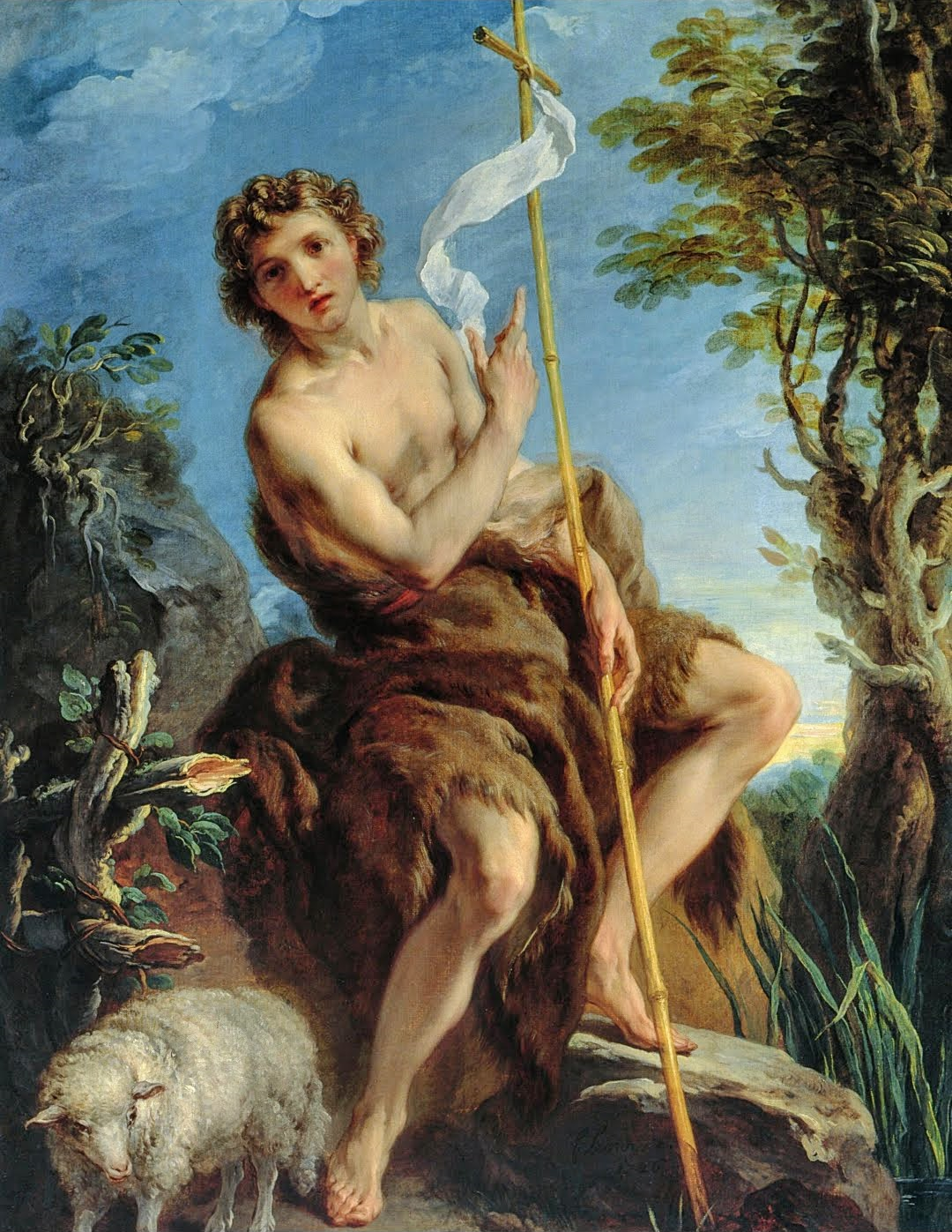
Saint Jean Baptiste, François Lemoyne, 1726. Huile sur toile, 180 x 122 cm. Eglise Saint-Eustache, Paris.
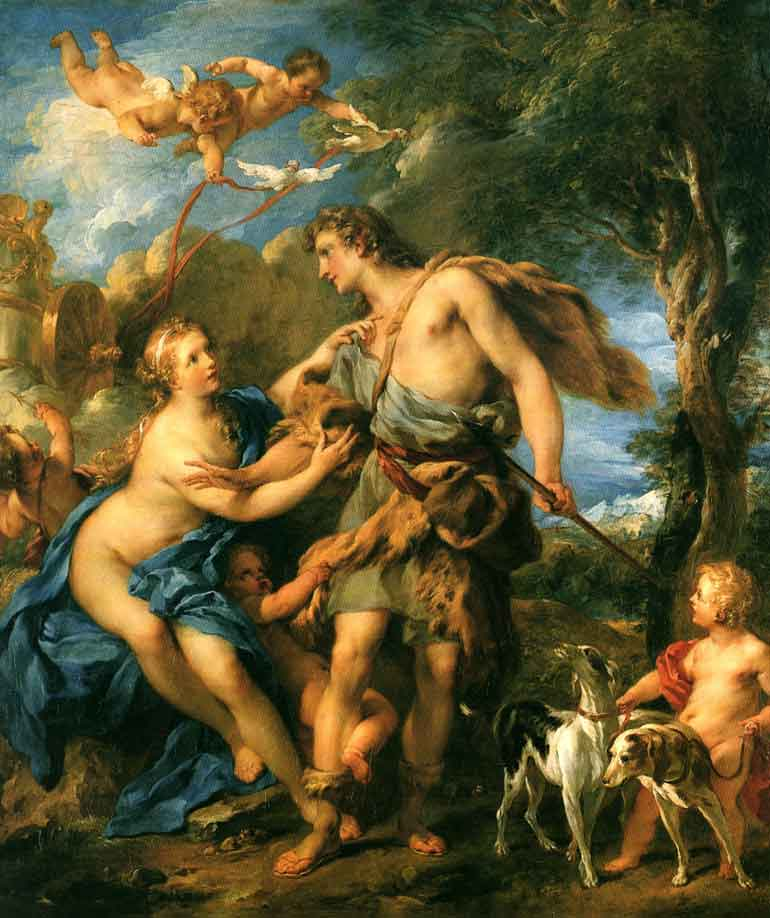
Vénus et Adonis 1729, Nationalmuseum Stockholm.
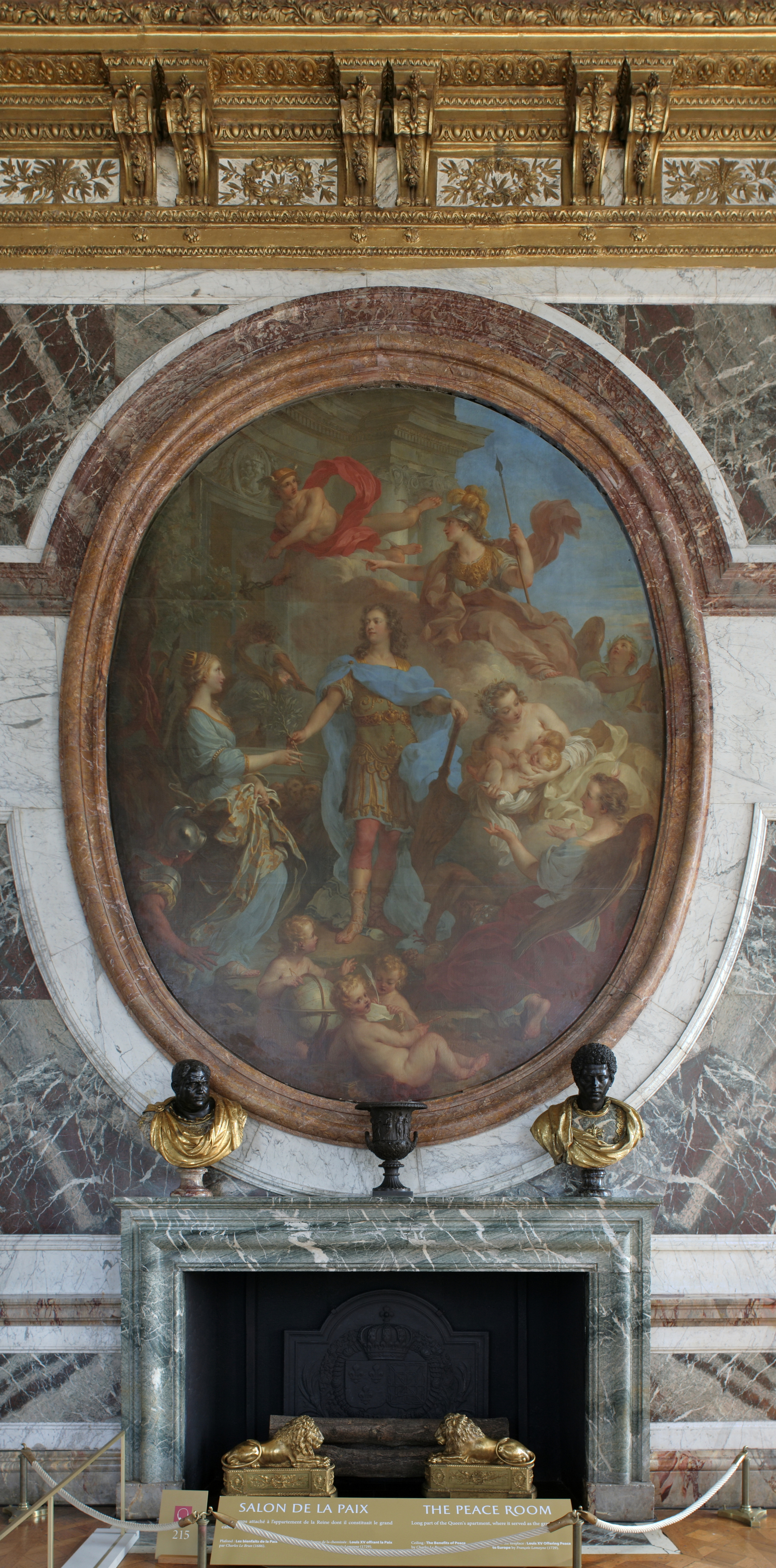
Louis XV offrant ses deux filles en témoignage de paix à l'Europe 1727, salon de la Paix, Versailles.
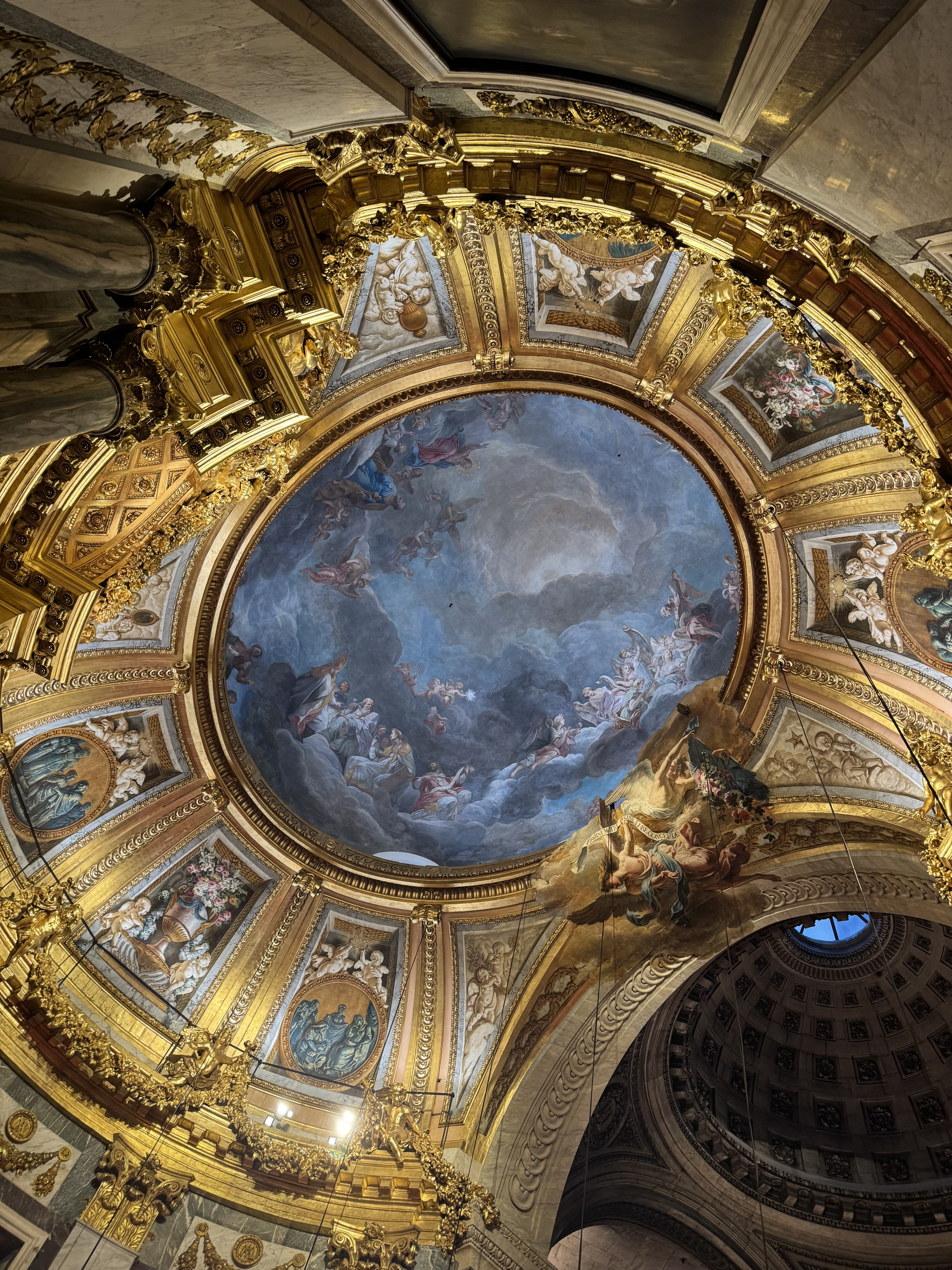
L’Assomption de la Vierge 1731-1732, Paris, église Saint-Sulpice.
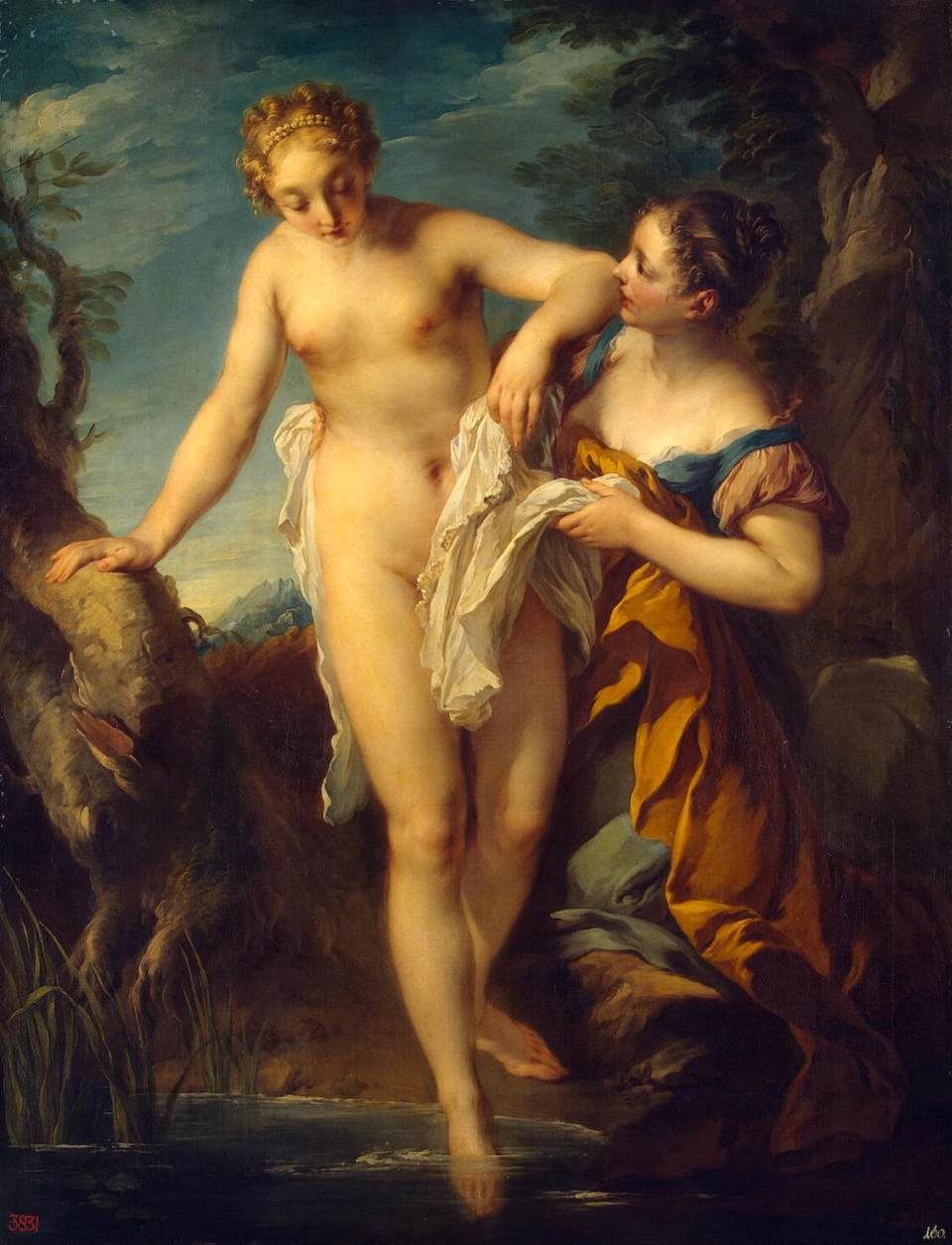
Le Bain de Vénus Musée de l'Ermitage.
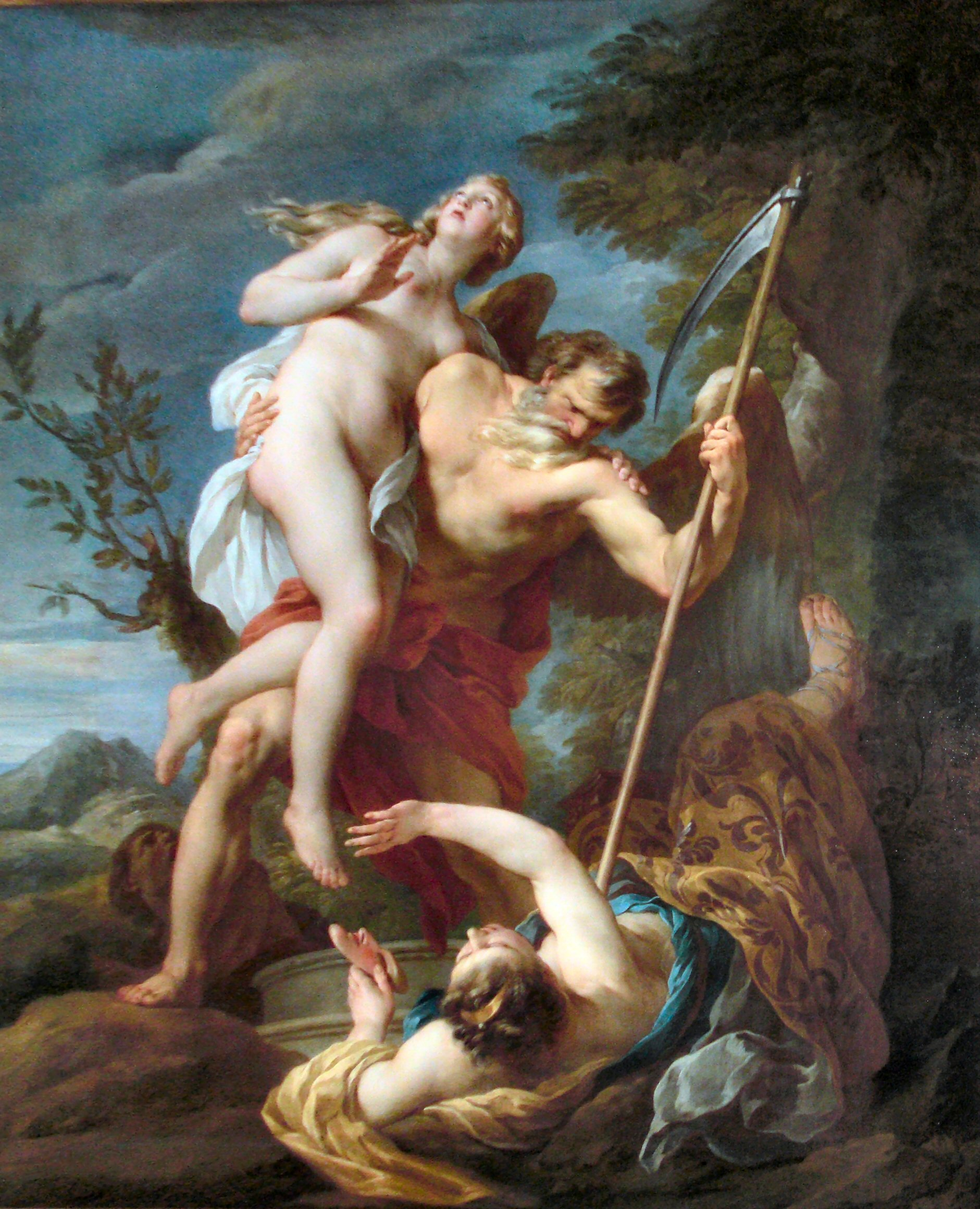
Le Temps sauvant la Vérité du Mensonge et de l'Envie 1737, Wallace Collection.

- Tancrède rendant les armes à Clorinde], 1722, musée des beaux-arts et d'archéologie de Besançon[réf. nécessaire]
- Série de 18 tableaux pour l'hôtel Peyrenc de Moras (actuel Musée Rodin) en 1729 - 1730

## Dessins
Beaux-Arts de Paris :
- Étude pour une tête de Christ[19], sanguine sur papier beige, H. 0,120 ; L. 0,090 m. Le dessin des Beaux-Arts est à rapprocher de la figure du Christ dans La Mission des Apôtres (huile sur toile, cathédrale de Sens). Dans la version finale, la tête du Christ est présentée en sens inverse. La Mission des Apôtres fait partie d'un cycle commandé en 1717 et destiné à décorer le réfectoire du couvent des Cordeliers d'Amiens, dont cinq des neuf toiles nous sont parvenues, aujourd'hui conservées dans la cathédrale de Sens[20].
- Étude pour la figure de la Renommée soufflant dans une trompette au plafond du Salon d'Hercule. Reprise de la tête dans la partie inférieure de la feuille[21], pierre noire et rehauts de craie sur papier bleu, H. 0,249 ; L. 0,430 m. Cette étude d'après nature est préparatoire à L'Apothéose d'Hercule, que Lemoyne réalisa entre 1729 et 1736 pour le salon d'Hercule au château de Versailles. On conserve vingt-six études préparatoires, dont sept font partie de la collection du Département des Arts graphiques du musée du Louvre[22].

## Sources
- Xavier Salmon, François Lemoyne à Versailles, Gourcuff, Paris 2001,  (ISBN 2-909838-57-9)
- Cours sur la peinture du XVIIIe siècle, 2006, université Nancy-2
- Estampille 473 novembre 2011, Les Somptueux décors de Le Moyne, p. 48
- Louis Gillet, conservateur au musée de Chaalis, La peinture au musée du Louvre - École française - XVIIIe siècle, édité par l'Illustration
- Alfred Leroy, La Vie intime des artistes français au XVIIIe siècle : de Watteau à David, Julliard, 1949.
- Edmond et Jules de Goncourt, L'Art du XVIIIe siècle, Paris, Rapilly, 1873, t. 1, p. 181-2.
- P. Mantz, Boucher, Natoire et Lemoyne, Paris, Quantin, 1880, p. 16 et suiv.
- Gazette des beaux-arts, 1870, t. II, p. 14 et 15.